# Tétéma barré
Chamaeza mollissima
Espèce
Statut de conservation UICN

 LC  : Préoccupation mineure
Le Tétéma barré (Chamaeza mollissima), également appelé Chamaeza des Andes, est une espèce de passereau placée dans la famille des Formicariidae.

## Sous-espèces
Cet oiseau est représenté par 2 sous-espèces.
- Chamaeza mollissima mollissima : localement dans les Andes de Colombie, d'Équateur et du Nord du Pérou ;
- Chamaeza mollissima yungae Carriker, 1935 : localement dans les Andes du Sud-Est du Pérou (région de Cuzco) et du Nord de la Bolivie (département de Cochabamba).